# 485 pr. n. št.
Stoletja: 6. stoletje pr. n. št. - 5. stoletje pr. n. št. - 4. stoletje pr. n. št.
Desetletja: 530. pr. n. št. 520. pr. n. št. 510. pr. n. št. 500. pr. n. št. 490. pr. n. št. - 480. pr. n. št. -  470. pr. n. št. 460. pr. n. št. 450. pr. n. št. 440. pr. n. št. 430. pr. n. št.
Leta: 490 pr. n. št. 489 pr. n. št. 488 pr. n. št. 487 pr. n. št. 486 pr. n. št. - 485 pr. n. št. - 484 pr. n. št. 483 pr. n. št. 482 pr. n. št. 481 pr. n. št. 480 pr. n. št.

## Dogodki
- Kserks I. zavlada Perziji.

## Rojstva
- Herodot, grški zgodovinar (približen datum) († okoli 420 pr. n. št.)
- Gorgija, starogrški filozof (približen datum) († okoli 375 pr. n. št.)